# 't Oudven (gehucht)
 't Oudven is een gehucht ten westen van Mierlo in de gemeente Geldrop-Mierlo in de Nederlandse provincie Noord-Brabant. Het is genoemd naar een oud ven. Naar het gehucht zijn de Oudvensestraat, de Oudvensebrug over het Eindhovens Kanaal en het nabijgelegen bedrijventerrein Oudven genoemd.